# Liste der Baudenkmale in Uelzen
In der Liste der Baudenkmale in Uelzen sind alle Baudenkmale der niedersächsischen Gemeinde Uelzen aufgelistet. Die Quelle der IDs und der Beschreibungen ist der Denkmalatlas Niedersachsen. Der Stand der Liste ist der 23. November 2021.

## Aufteilung
Wegen der großen Anzahl von Baudenkmalen in Uelzen werden die Ortsteile in Teillisten aufgeführt.
- Borne
- Groß Liedern
- Halligdorf
- Hansen
- Hanstedt II
- Holdenstedt
- Kirchweyhe
- Klein Süstedt
- Masendorf
- Molzen
- Oldenstadt
- Pieperhöfen
- Riestedt
- Ripdorf
- Uelzen
- Veerßen
- Westerweyhe
- Woltersburg

## Allgemein
In den Spalten befinden sich folgende Informationen:
- Lage: die Adresse des Baudenkmales und die geographischen Koordinaten. Kartenansicht, um Koordinaten zu setzen. In der Kartenansicht sind Baudenkmale ohne Koordinaten mit einem roten Marker dargestellt und können in der Karte gesetzt werden. Baudenkmale ohne Bild sind mit einem blauen Marker gekennzeichnet, Baudenkmale mit Bild mit einem grünen Marker.
- Bezeichnung: Bezeichnung des Baudenkmales
- Beschreibung: die Beschreibung des Baudenkmales. Unter § 3 Abs. 2 NDSchG werden Einzeldenkmale und unter § 3 Abs. 3 NDSchG Gruppen baulicher Anlagen und deren Bestandteile ausgewiesen.
- ID: die Objekt-ID des Baudenkmales
- Bild: ein Bild des Baudenkmales, ggf. zusätzlich mit einem Link zu weiteren Fotos des Baudenkmals im Medienarchiv Wikimedia Commons. Wenn man auf das Kamerasymbol klickt, können Fotos zu Baudenkmalen aus dieser Liste hochgeladen werden:

## Uelzen

### Gruppen baulicher Anlagen in Uelzen
| Lage | Bezeichnung                                                         | Beschreibung | ID       | Bild |
| --- | ------------------------------------------------------------------- | --- | -------- | ---- |
| Alewinstraße 27, 29 52° 57′ 52″ N, 10° 33′ 8″ O | Kirche und Pfarrhaus der katholischen Kirchengemeinde               | Die katholische Gemeinde Uelzen baute im Jahre 1904 die Kirche. Die Erlöserkirche ist im Stil der Neugotik erbaut worden, der Architekt war Eckhard. Es ist ein einschiffiger Bau mit einem schlanken achteckigen Turm. Rechts und links des Turmes befinden sich die Eingänge zur Kirche. | 31004538 |      |
| Baumschulenweg 31, 33 52° 58′ 27″ N, 10° 32′ 59″ O | Wohnhäuser                                                          | Die 1927 durch den Architekten Pfeiffer errichteten zwei Mehrfamilienhäuser am Baumschulenweg 31 und 33 sind baugleich errichtet; besonders auffallend ist hier die gleiche Eingangsgestaltung beider Häuser mit Einfassung von Eingangstür und darüber liegendem Treppenhausfenster durch prismenförmige Pfeiler, die risalitartig über die Traufe hinausreichen. | 31004548 | BW   |
| Brückenstraße 1, Doktorenstraße 3, 4, Rademacherstraße 9, 11, 13, 15, 22, 24, Schmiedestraße 17, 18, 19, 20, 22, 24, Schnellenmarkt 1, 2, 3, 4 52° 57′ 58″ N, 10° 33′ 43″ O | Wohn - und Geschäftshäuser des historischen Bereichs Schnellenmarkt | Die relativ geschlossene Gruppe von Fachwerkhäusern der Zeit um 1827 um den Schnellenmarkt in Uelzen bildete schon im Mittelalter einen zweiten Stadtteil neben dem Altstadtkern. Der Schnellenmarkt war der neben dem Hauptmarkt wichtigste Markt, an dem vorwiegend Töpfe (=„Schnellen“) verkauft wurden. Die Straßen wurden überwiegend von Handwerkern bewohnt (Schmieden: Schmiedestraße, Böttchern: Rademacherstraße). Beim Wiederaufbau um 1827 (nach dem Stadtbrand) wurden die Baufluchten teilweise begradigt. Die Häuser sind entsprechend dem sozialen Status ihrer ehemaligen Besitzer eher bescheiden gestaltet: Typisch sind traufständige zweigeschossige Bauten mit vier bis fünf Fensterachsen und mittigem Zwerchhaus.                                                         | 31004558 |      |
| Ebstorfer Straße 1, 1A 52° 58′ 16″ N, 10° 33′ 30″ O | Schulgebäude                                                        | Die ehemalige Präparandenanstalt des Lehrerseminars Uelzen besteht aus dem Hauptgebäude und zwei im rechten Winkel dazu angeordneten Nebengebäuden, von denen das im Norden des Hofes das ehemalige Wohnheim, das im Süden die Turnhalle darstellt. | 31004700 | BW   |
| Ebstorfer Straße 6 52° 58′ 19″ N, 10° 33′ 31″ O | Ehemaliges Stadtkrankenhaus St. Viti mit Kapelle                    | Im Jahre 1406 wurde ein Leprosenspital gestiftet. Zum Hospital gehörte auch ein Wirtschaftshof. Die Kapelle wurde von 1406 bis 1412 erbaut. Die St.-Viti-Kapelle ist einschiffig und hat einen dreiseitigen Chor. Im Jahre 1870 wurde das neue Stadtkrankenhaus erbaut. Es ist ein zweigeschossiger gelber Ziegelbau mit einem Walmdach. Die Hauptfront wird durch einen dreiachsigen Mittelrisalit geprägt. Hier befand sich seit 1965 die Landespolizeischule. | 31004568 | BW   |
| Ebstorfer Straße 11, 13, 15, St.-Viti-Straße 27 52° 58′ 20″ N, 10° 33′ 26″ O                                                                                                | Wohnhäuser                                                          | Die Ende des 19. Jahrhunderts errichteten vier gleichartigen eingeschossigen Backsteinbauten an der Ebstorfer / Ecke St. Viti-Straße wurden für Eisenbahner errichtet. Sie stehen einheitlich traufständig zur Straße und besitzen straßenseitig einen hervorgehobenen Mittelrisalit mit Zwerchhaus. | 31004578 | BW   |
| Friedrich-Ebert-Straße 1, 3, 5, 7, 9, 22, 24, 26 52° 57′ 42″ N, 10° 33′ 53″ O                                                                                               | Wohnsiedlung, Friedrich-Ebert-Platz mit Gedenkbrunnen               | Die Wohnsiedlung wurde in den Jahren 1927 bis 1928 von der Gemeinnützigen Baugesellschaft Volksheim - Niedersächsische Heimstätte GmbH erbaut. Mittelpunkt ist der Friedrich-Ebert-Platz mit einem Gedenkbrunnen. die Häuser sind zweigeschossig mit einem Satteldach, teilweise giebelständig, teilweise traufständig. Die Giebel sind als Treppengiebel im Stil des Expressionismus gestaltet, ansonsten sind die Häuser einfach gehalten. | 31004599 | BW   |
| Gartenstr. 7 52° 57′ 48″ N, 10° 33′ 18″ O | Hausstelle                                                          | Das Grundstück Gartenstraße 7 besteht aus einem 1888 traufständig zur Gartenstraße errichteten Wohnhaus in Fachwerk und einem etwas zeitgleich entstandenen ehemaligen Pferdestall an der südlichen Grundstücksgrenze. Der Hausgarten mit altem Baumbestand liegt östlich des Wohnhauses. | 49480622 | BW   |
| Gudesstraße 1, 3, 5, 7, 9, 11 52° 57′ 54″ N, 10° 33′ 41″ O | Wohn- und Geschäftshäuser                                           | Der Häuserblock auf der Nordseite der Gudesstraße zwischen Lüneburger und Rademacherstraße besteht aus sechs um 1827 entstandenen Fachwerkhäusern, deren südliche Schaufassaden größtenteils verputzt sind. Es handelt sich um zwei- bis dreigeschossige Bauten, häufig mit straßenseitigen Zwerchhäusern. | 31004609 |      |
| Hoefftstraße 3, 5, 9, 11, 13, St.-Viti-Straße 10 52° 58′ 7″ N, 10° 33′ 24″ O                                                                                                | Wohnhäuser                                                          | Zwischen Schiller- und St. Viti-Straße stehen auf der Nordseite der Hoefftstraße sechs freistehende Wohnhäuser der Zeit um 1900. Sie bestehen einheitlich aus Backstein und haben diverse schmückende Elemente in Form von Altanan, Maßwerkfenstern, Fachwerkaufbauten u.ä. | 31004629 | BW   |
| Kuhteichweg 1 52° 58′ 28″ N, 10° 33′ 13″ O | Wasserturm und Wohnhaus                                             | Die erste Wasserleitung wurde in Uelzen im Jahre 1899 verlegt, gleichzeitig wurde der Wasserturm angelegt. Die Brunnen für den Wasserturm lagen im nahen Stadtwald. Der Turm besteht aus einem achteckigen Sockel, darüber befindet sich ein runder, nach oben verjüngender Turm. Auf dem Turm befindet sich der Wasserbehälter, der ähnlich einen Pilz auskragt. Zum Wasserturm gehört ein Wohnhaus aus dem Jahr 1901. Das Haus ist zweigeschossig mit Ecklisenen und Ziegelbändern. | 31004639 |      |
| Linsingenstraße 10, 12 52° 58′ 25″ N, 10° 32′ 49″ O | Wohnhäuser                                                          | Die beiden Mehrfamilienhäuser Linsingenstraße 10 und 12 sind einheitlich als Putzbauten mit Ziersetzung von Backsteinen im Bereich des Eingangs und Treppenhauses sowie an den Loggiabrüstungen gestaltet. Sie wurden 1927 erbaut. | 31004649 | BW   |
| Lüneburger Straße 1, 3, 5, 7, 9, 11, 13, 15, 17, 19 52° 57′ 55″ N, 10° 33′ 37″ O                                                                                            | Wohn- und Geschäftshäuser mit Nebengebäuden                         | Die zehn giebelständigen Häuser (Ausnahme Nr. 1, hier wird die Giebelständigkeit mit einem Zwerchhaus imitiert) auf der Westseite der Lüneburger Straße entstammen dem 17. bis 19. Jahrhundert. | 31004659 |      |
| Mühlenstraße, Rosenmauer, Turmstraße 52° 57′ 46″ N, 10° 33′ 39″ O | Reste der Stadtmauer                                                | Die Stadt Uelzen wurde zwischen 1381 und 1386 mit einer Mauer befestigt, die mit 20 Türmen und drei Toren (Lüneburger Tor im Norden, Gudestor im Osten, Veerßer Tor im Süden) ausgestattet war. Der insgesamt etwa 1350 Meter langen und vier Meter hohen Mauer außen vorgelegt war zudem ein mit Wasser gefüllter Ringgraben. 1788 wurde der Großteil der Befestigung beseitigt, der Wassergraben blieb zunächst erhalten, wurde dann im 19. Jahrhundert jedoch reguliert und eingefasst. Der östliche Teil des Grabens wurde bis 1897 vollständig zugeschüttet. Reste der Backsteinmauer sind in der Mühlen- und Turmstraße sowie in der Rosenmauer erhalten, der Wassergraben zieht sich vom Norden über die Ringstraße und damit die gesamte Westseite der Altstadt entlang bis in den Süden. | 31004670 | BW   |
| Ringstraße 47, 49, 51 52° 58′ 5″ N, 10° 33′ 36″ O | Wohnhäuser                                                          | Die drei als Mietshäuser errichteten Massivbauten an der Ringstraße entstanden einheitlich um 1900. Es handelt sich um zwei- bis dreigeschossige zur Straße traufständige Gebäude mit zur Ringstraße gerichteten aufwändig gestalteten Fassaden. | 31004680 | BW   |
| Schillerstraße 25 52° 58′ 11″ N, 10° 33′ 30″ O | Schulgebäude                                                        | Die Schule und die zugehörige Turnhalle zwischen Schiller- und Kaiserstraße (Schillerstraße 25) wurden zwischen 1902 und 1904 errichtet, Architekt war Paul Münter aus Herford. | 31004690 | BW   |

### Einzeldenkmal in Uelzen
| Lage                                                                                 | Bezeichnung                                                          | Beschreibung | ID                              | Bild           |
| ------------------------------------------------------------------------------------ | -------------------------------------------------------------------- | --- | ------------------------------- | -------------- |
| Achterstraße 2 52° 57′ 56″ N, 10° 33′ 34″ O                                          | Wohn-/Geschäftshaus                                                  | Zweigeschossiges traufständiges Fachwerkhaus unter ziegelgedecktem Krüppelwalmdach. Errichtet im 19. Jahrhundert. | 31007949                        | BW             |
| Achterstraße 3 52° 57′ 55″ N, 10° 33′ 33″ O                                          | Wohnhaus                                                             | Dreigeschossiges massives traufständiges Wohnhaus unter Mansarddach. Die Straßenfassade ist verkleidet mit weißen Fliesen, von denen sich die Putzumrahmungen der Fenster absetzen. Eingang links. Errichtet 1907 (i) durch den Architekten Behle. | 31007966                        |                |
| Achterstraße 9 52° 57′ 56″ N, 10° 33′ 33″ O                                          | Speichergebäude                                                      | Zweistöckiges giebelständiges Fachwerkgebäude mit Backsteinausfachung. Obergeschosse leicht vorkragend, ehemals als Speichergeschosse genutzt, wie durch einen Aufzugsarm und zwei ehemalige Ladeluken erkennbar. Seitliche Einfahrt. Errichtet 1647 (i). 1976 saniert. Ehemaliger Speicher, heute Gastwirtschaft. | 31007984                        |                |
| Achterstraße 11 52° 57′ 56″ N, 10° 33′ 33″ O                                         | Speichergebäude                                                      | Zweistöckiges giebelständiges Fachwerkgebäude mit Backsteinausfachung. Leicht vorkragendes Ober- und Dachgeschoss, welches als Speichergeschoss genutzt wurde. Errichtet um 1647 nach dem Stadtbrand von 1646. | 31007775                        |                |
| Achterstraße 35 52° 58′ 0″ N, 10° 33′ 35″ O                                          | Wohnhaus                                                             | Zweigeschossiges Gebäude mit reicher hölzerner Schnitzornamentik. Obergeschosse leicht vorkragend, mittiger, ins Dach reichender Erker. Erbaut um 1890 für einen Tischlermeister. | 31008001                        |                |
| Albertstraße 8 52° 57′ 45″ N, 10° 33′ 51″ O                                          | Speicher                                                             | Zweigeschossiger Fachwerkbau mit Backsteinausfachung unter ziegelgedecktem Satteldach. Giebelständig zur Albertstraße. Fellspeicher einer örtlichen Fell- und Pelzhandlung in einem ehemaligen Garten östlich der Ilmenau. Errichtet Mitte des 19. Jahrhunderts. | 31008018                        | BW             |
| Alewinstraße 1 52° 57′ 59″ N, 10° 33′ 16″ O                                          | Wohnhaus                                                             | Villenartiges Wohnhaus mit zwei Hauptschauseiten zur Alewin- und Bahnhofstraße, diese mit durch Stuckelemente verzierten Fassaden, die Rückseiten dagegen als glatte Backsteinwände ausgebildet. Erbaut 1896. | 31008035                        | BW             |
| Alewinstraße 27 52° 57′ 52″ N, 10° 33′ 10″ O                                         | Kirche                                                               | Einschiffiger Backsteinbau in neugotischen Formen unter ziegelgedecktem Satteldach. Schlanker, achteckiger Westturm mit Spitzhelm. Erbaut vom Hildesheimer Diözesanbaumeister Richard Herzig 1904-05. | 31008052                        | BW             |
| Alewinstraße 29 52° 57′ 52″ N, 10° 33′ 10″ O                                         | Wohnhaus                                                             | Zweigeschossiger traufständiger Backsteinbau unter Krüppelwalmdach in Hohlpfannendeckung. Erbaut als Pfarrhaus durch Architekt U. Eckhard 1904-05. | 31008070                        | BW             |
| An der St. Marienkirche 52° 57′ 53″ N, 10° 33′ 34″ O                                 | Evangelische Kirche St. Marien                                       | Der Bau der Kirche wurde um 1270 oder 1280 begonnen, die Einweihung war im Jahre 1292. Der Chor wurde 1360 abgerissen und durch ein dreischiffiges Chorhaus zu ersetzen. Das Chorhaus ist etwa fünf Meter höher als das Langhaus. Es ist eine dreischiffige Backsteinkirche. Der Turm wurde im 14. Jahrhundert errichtet, der barocke Helm kam von 1671 bis 1680 hinzu. Die Gewölbe der Unterkirche stürzten 1696 ein, darauf wurde die Unterkirche zugeschüttet. Der Altar und die Kanzel wurde um 1900 errichtet, die Zeichnungen hatte C. W. Hase im Jahre 1878 erstellt.                                                                                            | 31008105                        |                |
| Auf dem Rahlande 17 52° 58′ 15″ N, 10° 33′ 7″ O                                      | Elektrizitätswerk - Kraftzentrale                                    | Dreigeschossiger giebelständiger Putzbau unter Satteldach. Basilikaler Aufbau mit zweigeschossigen Seitenschiffen jeweils unter Pultdach. Fassadengliederung durch Kolossalordnung in Kammzugputz. Entwurf: Stadtbaurat Victor Schmah. Erbaut 1919 als Kraftzentrale des neuen Elektrizitätswerks. | 31008122                        | BW             |
| Bahnhof 52° 58′ 12″ N, 10° 33′ 12″ O                                                 | Bahnhof, Empfangsgebäude                                             | Der Bahnhof Uelzen ist ein symmetrisch angelegter Baukörper von dreiteiliger Gliederung mit einem einhalbgeschossigen Mittelteil, der eingerückt zwischen vorgebauten zweigeschossigen Flügeln steht. Gelbes Backsteinmauerwerk mit roten Bändern. Umlaufende auskragende Zwerggalerie. Erbaut 1885 durch den hannoverschen Architekten und königlichen Baurat Hubert Stier. Im Zuge eines Expo 2000-Projektes wurde der Bahnhof nach den Plänen des österreichischen Künstlers Friedensreich Hundertwasser umgebaut. | 31008141                        | Weitere Bilder |
| Bahnhofstraße 5 52° 58′ 2″ N, 10° 33′ 16″ O                                          | Wohnhaus                                                             | Traufständiger zweigeschossiger Backsteinbau mit leicht vorstehendem Mittelrisalit, dessen Dreiecksgiebel als Zwerchhaus über die Traufkante reicht. Erbaut um 1890 in neogotischen Formen. | 31008159                        | BW             |
| Bahnhofstraße 22 52° 57′ 54″ N, 10° 33′ 28″ O                                        | Kaufhaus                                                             | Das dreigeschossige Haus wurde 1909 eröffnet, Bauherr war die Firma Ramelow. Die Firma Ramelow betreibt das Haus noch heute (Dezember 2014). Die Fassade des Hauses ist vertikal gegliedert und hat drei Stockwerke. | 31008193                        |                |
| Bahnhofstraße 25 52° 57′ 58″ N, 10° 33′ 23″ O                                        | Wohn-/Geschäftshaus                                                  | Dreigeschossiges traufständiges Massivgebäude, rote Backsteinfassade mit Jugendstilanklängen. Erbaut 1905. | 31008210                        |                |
| Bahnhofstraße 30 52° 57′ 54″ N, 10° 33′ 33″ O                                        | Wohn-/Geschäftshaus                                                  | Zweigeschossiges Fachwerkgiebelhaus, errichtet in der 2. Hälfte des 18. Jahrhunderts. | 31008227                        |                |
| Bahnhofstraße 33 52° 57′ 55″ N, 10° 33′ 29″ O                                        | Städtische Bauamt                                                    | Zweigeschossiges Fachwerkgebäude unter ziegelgedecktem Halbwalmdach. Traufständig zur Bahnhofstraße. Fassaden symmetrisch aufgebaut, auf der Südseite mittig herausgezogen der Eingangsbereich und das Treppenhaus. Erbaut als dritte Stadtschule 1852. | 31008244                        |                |
| Bahnhofstraße 38 52° 57′ 54″ N, 10° 33′ 35″ O                                        | Wohnhaus                                                             | Zweigeschossiges Fachwerkgiebelhaus, bezeichnet 1778. Laut Inschrift 1967 umgebaut. | 31008263                        |                |
| Bahnhofstraße 40 52° 57′ 54″ N, 10° 33′ 35″ O                                        | Wohn-/Geschäftshaus                                                  | Dreigeschossiges Fachwerkgiebelhaus mit Utlucht und Erker, erbaut 1647. Die Füllhölzer reich mit Beschlagwerk beschnitzt. | 31008280                        |                |
| Bahnhofstraße 42 52° 57′ 54″ N, 10° 33′ 36″ O                                        | Geschäftshaus                                                        | Das sogenannte Neue Haus wurde am Anfang des 15. Jahrhunderts erbaut. Es war eine Erweiterung des Rathauses und war eine Versammlungsstätte. Der Gewölbekeller ist heute noch erhalten, hier lagerten die Bier- und Weinvorräte des Rates. Bei dem Brand 1646 blieb ein Teil des Hauses stehen, es wurde danach aufgestockt. Heute befindet sich hier eine Weinhandlung. | 31008297                        |                |
| Baumschulenweg 31 52° 58′ 27″ N, 10° 32′ 59″ O                                       | Wohnhaus                                                             | Mehrfamilienwohnhaus. Traufständiger, zweigeschossiger Putzbau unter Walmdach mit verziertem Treppenhausvorbau: die Eingangstür und das darüber liegende Treppenhausfenster sind eingefasst durch prismenartige Pfeiler, die risalitartig über die Traufe hinausreichen. Der Entwurf stammt vom Architekten Pfeiffer. Erbaut 1927. | 31008314                        | BW             |
| Baumschulenweg 33 52° 58′ 27″ N, 10° 33′ 0″ O                                        | Wohnhaus                                                             | Mehrfamilienwohnhaus. Traufständiger, zweigeschossiger Putzbau unter Walmdach mit verziertem Treppenhausvorbau: die Eingangstür und das darüber liegende Treppenhausfenster sind eingefasst durch prismenartige Pfeiler, die risalitartig über die Traufe hinausreichen. Der Entwurf stammt vom Architekten Pfeiffer. Erbaut 1927. | 31008332                        | BW             |
| Brauerstraße 14 52° 58′ 9″ N, 10° 33′ 27″ O                                          | Villa                                                                | Eingeschossiger Putzbau unter Mansarddach mit stark vorspringendem Seitenrisalit, Fassadengestaltung in neobarocken Formen. Erbaut von Architekt Otto Haesler (Celle) 1913. | 31008350                        | BW             |
| Brückenstraße 1 52° 57′ 59″ N, 10° 33′ 45″ O                                         | Wohn-/Geschäftshaus                                                  | Zweigeschossiges verputztes Gebäude in Ecklage am Schnellenmarkt/Bäckerstraße; unter Mansarddach, mit polygonalem Eckturm. Erbaut um 1900. | 31008367                        | BW             |
| Dieterichsstraße 13 52° 57′ 45″ N, 10° 33′ 16″ O                                     | Wohnhaus                                                             | Eingeschossiges verputztes Gebäude mit Backsteinumrahmungen an Fenstern und Gebäudekanten. Unter ziegelgedecktem Krüppelwalmdach. Straßenseitig Risalit unter eigenem Halbwalmdach, im Erdgeschoss ein Erker in der Ostfassade. Erbaut um 1905. | 31008385                        | BW             |
| Doktorenstraße 4 52° 57′ 58″ N, 10° 33′ 42″ O                                        | Wohnhaus                                                             | Dreigeschossiger giebelständiger Putzbau. Daneben dreigeschossiger giebelständiger Fachwerkspeicher. Errichtet in der zweiten Hälfte des 19. Jahrhunderts. | 31008402                        | BW             |
| Ebstorfer Straße 1 52° 58′ 17″ N, 10° 33′ 29″ O                                      | Schule                                                               | Dreigeschossiges Hauptgebäude, traufständig an der St. Viti-Straße. Die Hofseite ist durch Mittel- und Seitenrisalite mit geschweiften Knickgiebeln gegliedert. Putzbau mit Sandsteindekor in Neorenaissanceformen. Direkt angrenzend an das Hauptgebäude der ehemalige Wohnflügel (nördlich des Schulhofs) und die Turnhalle (südlich des Hofs). Ehemalige Uelzener Präparandenanstalt des Lehrerseminars. Entwurf Regierungsbaumeister Felix Maier 1907-1909. | 31010221                        | BW             |
| Ebstorfer Straße 1 52° 58′ 17″ N, 10° 33′ 29″ O                                      | Turnhalle                                                            | Eingeschossiger Putzbau unter ziegelgedecktem Satteldach. Errichtet 1907-1909 durch Regierungsbaumeister Felix Maier. | 38193027                        | BW             |
| Ebstorfer Straße 1a 52° 58′ 17″ N, 10° 33′ 30″ O                                     | Wohnheim                                                             | Dreigeschossiger Putzbau unter ziegelgedecktem Halbwalmdach. Erbaut 1907-1909 durch Regierungsbaumeister Felix Maier. | 38193006                        | BW             |
| Ebstorfer Straße 4 52° 58′ 19″ N, 10° 33′ 33″ O                                      | St. Viti Kapelle                                                     | Backsteinbau mit dreiseitigem Ostschluss unter ziegelgedecktem Satteldach. Hoch angesetzte spitzbogige Fenster mit einfachem Maßwerk. Im Westen ein Fachwerktürmchen des 18. Jahrhunderts. Im Innern Flachdecke, 1982 wurde der westliche Teil baulich abgetrennt. Die ehemalige Ausstattung der St. Vitikapelle befindet sich heute in der Heiligen-Geist-Kapelle bzw. in St. Marien. Errichtet als Kapelle des Leprosenspitals St. Viti 1406-1412. | 31008489                        |                |
| Ebstorfer Straße 6 52° 58′ 19″ N, 10° 33′ 31″ O                                      | Stadtkrankenhaus St. Viti                                            | Zweigeschossiges Massivgebäude aus gelben Backsteinen unter ziegelgedecktem Walmdach. Rundbogenfenster, Gliederung durch Lisenen und Zierfriese aus Backstein. An der Straßenfront dreiachsiger, als Blendgiebel über die Trauflinie hochgezogener Mittelrisalit. Erbaut 1870. | 31008471                        | BW             |
| Ebstorfer Straße 11 52° 58′ 19″ N, 10° 33′ 27″ O                                     | Wohnhaus                                                             | Traufständiger, eingeschossiger Backsteinbau unter Satteldach mit zweigeschossigem Mittelrisalit und darüberliegendem straßenseitigen Zwerchhaus. Erbaut um 1895. | 31008507                        | BW             |
| Ebstorfer Straße 13 52° 58′ 19″ N, 10° 33′ 26″ O                                     | Wohnhaus                                                             | Traufständiger, eingeschossiger Backsteinbau unter Satteldach mit zweigeschossigem Mittelrisalit und darüberliegendem straßenseitigen Zwerchhaus. Erbaut um 1895. | 31008525                        | BW             |
| Ebstorfer Straße 15 52° 58′ 20″ N, 10° 33′ 25″ O                                     | Wohnhaus                                                             | Traufständiger, eingeschossiger Backsteinbau unter Satteldach mit zweigeschossigem Mittelrisalit und darüberliegendem straßenseitigen Zwerchhaus. Erbaut um 1895. | 31008543                        | BW             |
| Ebstorfer Straße 37 52° 58′ 30″ N, 10° 32′ 56″ O                                     | Villa                                                                | Zweigeschossige Villa in Ecklage zur Linsingenstraße. Fassadenakzente durch einheitlich gefasste Putzflächen und glatt gequaderte Fensterumrahmungen und Ecklisenen, erstes Obergeschoss zum Teil und Giebel komplett in Fachwerk. An der Ostseite ein Verandavorbau (heute verglast) mit einem von Säulen getragenen Balkon. Erbaut um 1905. | 31008561                        | BW             |
| Ebstorfer Straße 52° 58′ 35″ N, 10° 32′ 50″ O                                        | Kriegerdenkmal                                                       | Das Gefallenendenkmal für die Uelzener Toten des Ersten und Zweiten Weltkriegs liegt im Uelzener Stadtwald auf einer Freifläche. Es besteht aus einem großen Sandsteinblock mit der Inschrift: „Den Gefallenen Söhnen der Stadt Uelzen 1914-1918“ mit Zusatz „1939-1945“. Errichtet wurde die Tafel vermutlich um 1920, nach 1945 ergänzt. Im Süden befindet sich ein weiterer Sandsteinblock mit liegendem Löwen ohne Beschriftung. | 31008437                        |                |
| Ebstorfer Straße 52° 58′ 16″ N, 10° 33′ 34″ O                                        | Lutherdenkmal                                                        | Bronzene Lutherbüste auf Steinsockel mit Inschrift: „Das Wort Sie sollen lassen stan“. Rückseitig zwei Inschrifttafeln: 400 Jahrfeier der Reformation im Fürstentum Lüneburg 1927 und Nachguss der Büste 1965. Zugehörig zwei Findlinge mit Inschriften: „Ein feste Burg ist unser Gott“ und „10. Nov. 1883“. | 31008454                        |                |
| Ebstorfer Straße 52° 58′ 24″ N, 10° 33′ 20″ O                                        | Eisenbahnbrücke                                                      | Brücke zur Unterführung der Ebstorfer Straße unter der Eisenbahnlinie hindurch. Die Stirnseiten der Brücke sind aus Sandsteinteilen gemauert, ebenso die Pylone; letztere tragen Jugendstilornamente. Erbaut um 1906. | 31008420                        | BW             |
| Elbinger Straße 2 52° 57′ 47″ N, 10° 32′ 28″ O                                       | Wasserturm                                                           | Zylindrischer Backsteinbau mit Kegeldach, im obersten Geschoss Blendarkade mit Rundbögen. Der Wasserbehälter ist im Innern untergebracht. Errichtet durch die Deutsche Reichsbahn 1940 (i). | 31008088                        |                |
| Fischerhof 1 52° 59′ 13″ N, 10° 32′ 17″ O                                            | Ehemalige Gaststätte mit Musikpavillon und historischen Fischteichen | Hier befand sich bis zum Jahr 1867 das Ausmarschziel der Uelzener Schützen. Es war auch ein Ausflugsziel der Uelzener Bürger. Zu dem Gasthaus gehört auch ein Musikpavillon. Eingeschossiger traufständiger Backsteinbau mit vorgelegtem mittigen Eingang unter Halbwalmdach in gedämpfter Hohlpfannendeckung. Entwurf: Stadtbaurat Schmah, erbaut 1937 (i). Heute befindet sich hier die Jugendherberge. | 31008578                        |                |
| Fischerhofstraße 52° 59′ 11″ N, 10° 32′ 30″ O                                        | Eisenbahnbrücke                                                      | Genietete Vollwandträger mit Dienststeg und Geländer mit einfachem Netzwerk aus Schmiedeeisen. Widerlager und divergierende Flügelmauern mit Sandsteinabdeckung und gelben Verblendziegeln. Erbaut 1907 (i). | 39524525                        | BW             |
| Friedhof zwischen Ripdorfer Straße und Scharnhorststraße 52° 58′ 10″ N, 10° 34′ 0″ O | Kapelle                                                              | Der Friedhof wurde 1799 eingerichtet und immer wieder nach Norden erweitert. Backsteinbau in einfachen romanisierenden Formen. Grundsteinlegung am 7. Mai 1913, Richtfest am 16. Juli 1913, Einweihung am 29. Dezember 1913. Der Glockenturm wurde erst 1952 ergänzt. Der nördliche Anbau für Leichenwagen und Gerät stammt von 1968. Der Innenraum der Kapelle ist für 200 Personen konzipiert, er ist byzantinisch-romanisch gehalten. Ein städtischer Obduktionsraum wurde innerhalb der Kapelle vorgesehen und auch als solcher genutzt. Der Entwurf stammt vom Uelzener Architekten Eberhard Warnecke.                                                             | 31008617                        | BW             |
| Gartenstraße 1 52° 57′ 56″ N, 10° 33′ 23″ O                                          | Postamt                                                              | Neogotisches zweigeschossiges Backsteingebäude, links Risalit mit Schaugiebel, rechts Ecktürmchen. Durchgehender Ziersteinfries unterhalb der Traufe. Rückwärtig ein großer runder Treppenturm an der Südwestfassade. Erbaut 1896 als kaiserliches Postamt durch den Architekten Paul Schaeffer. | 31008176                        |                |
| Gartenstraße 7 52° 57′ 48″ N, 10° 33′ 18″ O                                          | Wohnhaus                                                             | Zweigeschossiges traufständiges Fachwerkgebäude mit Backsteinausfachung, unter hohlpfannengedecktem Walmdach, rückwärtig baugleicher Anbau unter Satteldach. Errichtet 1888 durch den Kaufmann Grotkass. Rückwärtig zusätzlicher verputzter Anbau unter Pultdach aus der Zeit um 1950. Originale Baudetails (Fenster, Türblätter, Treppe) erhalten. | 44783037                        | BW             |
| Gartenstraße 7 52° 57′ 48″ N, 10° 33′ 18″ O                                          | Nebengebäude                                                         | Zweigeschossiger Backsteinbau unter hohlpfannengedecktem Pultdach, ehemals ein Pferdestall. Errichtet Ende des 19. Jahrhunderts. | 45088327                        | BW             |
| Gartenstraße 7 52° 57′ 48″ N, 10° 33′ 18″ O                                          | Garten                                                               | Hausgarten mit altem Bestand exotischer Bäume (u.a. Tulpenbaum, Ginkgo). | 45088393                        | BW             |
| Gartenstraße 10 52° 57′ 55″ N, 10° 33′ 20″ O                                         | Wohnhaus                                                             | Eingeschossiges giebelständiges Fachwerkgebäude unter ziegelgedecktem Krüppelwalmdach. Errichtet in der ersten Hälfte des 19. Jahrhunderts. | 31008814                        | BW             |
| Groß Liederner Straße 12 52° 57′ 52″ N, 10° 34′ 10″ O                                | Gartenhaus                                                           | Eingeschossiges, teilweise verbrettertes Fachwerkgebäude unter schindelgedecktem Satteldach. Errichtet 1826 als Gartenhaus. | 31008831                        | BW             |
| Groß Liederner Straße / Zimmermannstraße 52° 57′ 48″ N, 10° 34′ 38″ O                | Steinkreuz                                                           | Verwittertes Steinkreuz, Kreuzarme und oberer Kreuzbalken unvollständig. Höhe ca. 1,20 m. Möglicherweise spätmittelalterlich. B 71, km 1,200 | 31007792                        | BW             |
| Gudesstraße 1 52° 57′ 54″ N, 10° 33′ 39″ O                                           | Wohn-/Geschäftshaus                                                  | Dreigeschossiger Fachwerkbau mit Backsteinausfachungen unter Satteldach in Tonhohlpfannendeckung. In Ecklage zur Lüneburger Straße. Errichtet 1827 (i) als Wohn- und Geschäftshaus des Kaufmanns J.C. Praesent. | 31008848                        | BW             |
| Gudesstraße 3 52° 57′ 54″ N, 10° 33′ 40″ O                                           | Wohn-/Geschäftshaus                                                  | Dreigeschossiger traufständiger Fachwerkbau, verputzt, unter Satteldach. Straßenseitig ein dreiachsiges Zwerchhaus. Im Kern errichtet um 1827, die Fassade zur Gudesstraße 1911 überformt. | 31008866                        |                |
| Gudesstraße 5 52° 57′ 54″ N, 10° 33′ 40″ O                                           | Wohn-/Geschäftshaus                                                  | Zweigeschossiger traufständiger Fachwerkbau, Straßenfassade verputzt und mit dreiachsigem Zwerchhaus. Im Kern wohl um 1827, Fassade 1911 überformt. Lang anschließendes Fachwerk-Hinterhaus. | 31008884                        | BW             |
| Gudesstraße 7 52° 57′ 54″ N, 10° 33′ 41″ O                                           | Wohn-/Geschäftshaus                                                  | Dreigeschossiger traufständiger Fachwerkbau, Straßenfassade verputzt. Im Kern wohl um 1827, Fassade im 20. Jahrhundert überformt. | 31008902                        | BW             |
| Gudesstraße 9 52° 57′ 54″ N, 10° 33′ 41″ O                                           | Wohn-/Geschäftshaus                                                  | Zweigeschossiger traufständiger Fachwerkbau, Straßenfassade verputzt; mit dreiachsigem Zwerchhaus. Im Kern wohl um 1827, im 20. Jahrhundert überformt. | 31008920                        |                |
| Gudesstraße 11 52° 57′ 54″ N, 10° 33′ 42″ O                                          | Wohn-/Geschäftshaus                                                  | Dreigeschossiger traufständiger Fachwerkbau an der Einmündung der Rademacherstraße, in der südlichen Dachfläche ein schmales Zwerchhaus. Beide Straßenfassaden verputzt. Im Kern wohl um 1827, im 20. Jahrhundert insbesondere das Erdgeschoss weitreichend überformt. | 31008938                        |                |
| Gudesstraße 22 52° 57′ 53″ N, 10° 33′ 44″ O                                          | Wohn-/Geschäftshaus                                                  | Dreistöckiges Gebäude der Pelzhandlung Jahn in Ecklage zur Schuh- und Mühlenstraße unter ziegelgedecktem Satteldach. Von der eher schmalen Fassade zur Gudesstraße wird mit einem dreiviertelrunden Erker im ersten Obergeschoss übergeleitet zur Nebenstraße, die längere Fassade hier ist baulich differenziert in einzelne Abschnitte unterteilt. Die verputzte Fassade ist vielseitig mit Stuckelementen gegliedert. Erbaut um 1910. | 31008956                        | BW             |
| Gudesstraße 27 52° 57′ 54″ N, 10° 33′ 48″ O                                          | Wohnhaus                                                             | Zweigeschossiges traufständiges Fachwerkhaus mit Zwerchhaus in der straßenseitigen Dachfläche. Errichtet um 1827. | 31008973                        | BW             |
| Gudesstraße 29 52° 57′ 54″ N, 10° 33′ 48″ O                                          | Wohnhaus                                                             | Zweigeschossiges traufständiges Fachwerkhaus mit nachträglich verbreitertem Zwerchhaus in der straßenseitigen Dachfläche. Errichtet um 1827. | 31008991                        | BW             |
| Gudesstraße 31 52° 57′ 54″ N, 10° 33′ 49″ O                                          | Wohnhaus                                                             | Zweigeschossiges giebelständiges Fachwerkhaus. In Ecklage zur Mauerstraße. Errichtet um 1827. | 31009009                        | BW             |
| Gudesstraße 58 52° 57′ 52″ N, 10° 33′ 57″ O                                          | Kapelle                                                              | Die Gertrudenkapelle wurde von 1511 bis 1513 erbaut. Gestiftet wurde die Kapelle von Hans Holstede. Die Kapelle ist ein einschiffiges Backsteingebäude mit einem Satteldach. Auf dem Satteldach befindet sich ein Dachreiter. Nach der Reformation diente die Kapelle als Unterkunft für Reisende. Die Inneneinrichtung der Kapelle wurde im Zweiten Weltkrieg zerstört, sie wurde modern wieder aufgebaut. | 31007846                        | Weitere Bilder |
| Gudesstraße 58 52° 57′ 52″ N, 10° 33′ 56″ O                                          | Kirchhof                                                             | Der Kirchhof der Gertrudenkapelle wurde jahrhundertelang (ab 1580) als Friedhof, v.a. für Pesttote und Verstorbene der umliegenden Dörfer, genutzt. Historische Grabsteine sind nicht erhalten. | 31005836                        | BW             |
| Hambrockerstraße 25 52° 57′ 44″ N, 10° 34′ 4″ O                                      | Landarbeiterwohnhaus                                                 | Eingeschossiger langer Fachwerkbau unter Satteldach, traufständig zur Hambrocker Straße. Errichtet in der ersten Hälfte des 19. Jahrhunderts als Landarbeiterwohnhaus und Teil der kleinteilig parzellierten größeren Arbeiterwohnsiedlung an dieser Straße. | 31009046                        | BW             |
| Hammersteinplatz 52° 57′ 53″ N, 10° 34′ 1″ O                                         | Hammersteindenkmal                                                   | Freiherr von Hammerstein war der erste Vorsitzende des 1830 gegründeten Landwirtschaftlichen Provinzialvereins. Dieser Verein sorgte für die Entwicklung der Landwirtschaft im damaligen Fürstentum Lüneburg. | 31009187                        |                |
| Heinrichstraße 2a 52° 58′ 28″ N, 10° 33′ 30″ O                                       | Villa                                                                | Zweigeschossiger verputzter Massivbau mit Zierfachwerk im Obergeschoss auf unregelmäßigem Grundriss. Originale Verglasung erhalten. Erbaut durch Architekt Eberhard Warnecke 1903. | 31009730                        | BW             |
| Herzogenplatz 2 52° 57′ 46″ N, 10° 33′ 30″ O                                         | Amtsgericht                                                          | Zweigeschossiger Putzbau mit breitem Mittelrisalit unter ziegelgedecktem Halbwalmdach. Sandsteindekor in Renaissanceformen an Fenstern, Sockel und Eckquaderung. 1901 durch Regierungsbaumeister Ritz erbaut. | 31010638                        |                |
| Hoefftstraße 3 52° 58′ 7″ N, 10° 33′ 21″ O                                           | Wohnhaus                                                             | Zweigeschossiges traufständiges Massivgebäude mit seitlichem dreigeschossigen Risalit. Erbaut um 1895. | 31009080                        | BW             |
| Hoefftstraße 5 52° 58′ 7″ N, 10° 33′ 23″ O                                           | Wohnhaus                                                             | Zweigeschossiger roter Backsteinbau mit weiß gestrichenen Fenstereinfassungen und Putzgliederungen. Mittelrisalit. Wohnhaus eines örtlichen Zimmermeisters. Erbaut 1894. | 31009098                        |                |
| Hoefftstraße 9 52° 58′ 6″ N, 10° 33′ 24″ O                                           | Wohnhaus                                                             | Unregelmäßig gegliederter Bau aus rotem Backstein, dessen Fenster maßwerkartig unterteilt sind und in Nischen zurückliegen. Erbaut 1903 (i) durch den Architekten Eberhard Warnecke. | 31009116                        |                |
| Hoefftstraße 11 52° 58′ 6″ N, 10° 33′ 25″ O                                          | Wohnhaus                                                             | Eingeschossiger traufständiger Backsteinbau, Mittelrisalit mit Spitzbogenblenden. Erbaut um 1900. | 31009134                        |                |
| Hoefftstraße 13 52° 58′ 6″ N, 10° 33′ 26″ O                                          | Wohnhaus                                                             | Eingeschossiger gelber Backsteinbau in Ecklage zur Schillerstraße. Walmdach mit je einem Zwerchhaus auf den Straßenseiten. Erbaut um 1900. | 31009152                        |                |
| Hoefftstraße 16 52° 58′ 5″ N, 10° 33′ 25″ O                                          | Wohnhaus                                                             | Eingeschossiger Backsteinbau, giebelständig zur Hoefftstraße. Unter ziegelgedecktem Satteldach mit großem Zwerchhaus zur Schillerstraße, hier Dreiergruppe von Rundbogenfenstern. Filigraner hölzerner Windfang auf der nordöstlichen Giebelseite. Erbaut um 1890. | 31009170                        | BW             |
| Johnsburg 25 52° 58′ 28″ N, 10° 33′ 49″ O                                            | Ehemalige Wassermühle                                                | Zweigeschossiges Fachwerkgebäude mit seitlichem, teilweise massivem Querflügel. Halbwalmdach mit zwei langen Bandgauben übereinander; diese als Lüftungsgauben angelegten Elemente im Dach weisen auf ehemalige Trockenböden hin. Errichtet 1808 als wasserbetriebene Papiermühle an der Ilmenau. | 31009205                        | BW             |
| Kaiserstraße 24 52° 58′ 10″ N, 10° 33′ 36″ O                                         | Wohnhaus mit Pforte                                                  | Traufständiger, zweigeschossiger Putzbau auf hohem Sockel, unter ziegelgedecktem Satteldach. Dreigeschossiger Mittelrisalit mit Balkon in der symmetrisch gestalteten Straßenfassade. Putzgliederungen in Form von Bändern, Gesimsen und Fensterrahmungen. Schmiedeeiserne Balkonbrüstung, östlich der Straßenfassade ein den Hof abschließendes schmiedeeisernes Tor. Erbaut 1896 (i). | 31009222                        | BW             |
| Kuhteichweg 1 a 52° 58′ 28″ N, 10° 33′ 12″ O                                         | Wohnhaus                                                             | Zweigeschossiger Putzbau mit roten Backsteinbändern und Ecklisenen. Erbaut 1901 als Wohnhaus zum neuen Wasserwerk Uelzen. | 31009258                        | BW             |
| Kuhteichweg 1 b 52° 58′ 28″ N, 10° 33′ 13″ O                                         | Wasserturm                                                           | Auf einem achteckigen Unterbau erhebt sich ein runder, sich nach oben verjüngender Turm, auf dem der pilzartig auskragende Wasserbehälter sitzt. Errichtet 1899 als Teil des Uelzener Wasserwerks. | 31009240                        | BW             |
| Lindenstraße 22 52° 58′ 10″ N, 10° 34′ 20″ O                                         | Landarbeiterwohnhaus                                                 | Eingeschossiger langer Fachwerkbau unter Satteldach, giebelständig zur Lindenstraße. Errichtet in der ersten Hälfte des 19. Jahrhunderts als Landarbeiterwohnhaus und Teil der kleinteilig parzellierten größeren Arbeiterwohnsiedlung an dieser Straße. | 38439144                        | BW             |
| Linsingenstraße 10 52° 58′ 24″ N, 10° 32′ 48″ O                                      | Villa                                                                | Zweigeschossiges verputztes Mehrfamilienwohnhaus unter Walmdach in Ziegeldeckung. Der mittige Eingang und das dahinterliegende Treppenhaus sind in Backsteinmauerwerk hervorgehoben; in gleicher Weise sind die Loggiabrüstungen von den verputzten Wandflächen abgesetzt. Erbaut 1927. | 31009293                        | BW             |
| Linsingenstraße 12 52° 58′ 25″ N, 10° 32′ 49″ O                                      | Villa                                                                | Zweigeschossiges verputztes Mehrfamilienwohnhaus unter Walmdach in Ziegeldeckung. Der mittige Eingang und das dahinterliegende Treppenhaus sind in Backsteinmauerwerk hervorgehoben; in gleicher Weise sind die Loggiabrüstungen von den verputzten Wandflächen abgesetzt. Erbaut 1927. | 31009311                        | BW             |
| Linsingenstraße 19 52° 58′ 27″ N, 10° 32′ 50″ O                                      | Villa                                                                | Zweigeschossiger Putzbau unter Walmdach. Gliederung durch Dreier-Fenstergruppen in Lisenen, fassadenseits mittig vorgesetzte Veranda. Ausstattungsdetails (Türen, Treppe, Fliesen und mehr) erhalten. Architekt und Bauherr: Stadtbaurat Victor Schmah (1881-1972, Stadtbaurat von Uelzen 1911-1945). Erbaut 1921 (i). | 31009329                        | BW             |
| Lüneburger Straße 52° 58′ 1″ N, 10° 33′ 40″ O                                        | Heiligen-Geist-Kapelle                                               | Die Heiligen-Geist-Kapelle am Lüneburger Tor wurde im Jahre 1322 erbaut. Im Jahre 1324 kam ein Hospital und später ein Rasthaus hinzu. Die Kapelle ist ein Backsteinbau mit einem Dachreiter. Das Portal geht zur Lüneburger Straße hin, der Giebel des Portals ist durch Putzblenden geprägt. Im Chor befinden sich die Chorfenster der St.-Viti-Kapelle aus dem Jahr 1420. Der Flügelaltar wurde 1515 erstellt. | 31009346                        |                |
| Lüneburger Straße 1 52° 57′ 54″ N, 10° 33′ 37″ O                                     | Wohn-/Geschäftshaus                                                  | Dreigeschossiger Fachwerkbau unter ziegelgedecktem Walmdach in Ecklage zur Bahnhofstraße. Zwerchhäuser in beiden Straßenfassaden. Errichtet in der ersten Hälfte des 19. Jahrhunderts. | 31009363                        |                |
| Lüneburger Straße 3 52° 57′ 54″ N, 10° 33′ 37″ O                                     | Wohnhaus                                                             | Dreigeschossiges giebelständiges Fachwerkgebäude unter ziegelgedecktem Satteldach. Leichte Geschossauskragungen. Errichtet 1748 (i). | 31009381                        |                |
| Lüneburger Straße 4 52° 57′ 56″ N, 10° 33′ 39″ O                                     | Gasthaus                                                             | Das Gasthaus wurde von 1826 bis 1827 von dem Gastwirt C. G. De Jager erbaut. Im Nachlass von Laves wurden Skizzen des Gasthofes gefunden. Der breite Bau hat an beiden Seiten eine Toreinfahrt, in der Mitte befindet sich ein Risalit mit einem Balkon. Hier ist auch der Eingang. Das Dachgeschoss wurde nachträglich hinzugefügt. Das Haus wurde 1985 abgerissen, die Fassade wurde wieder aufgebaut. Die Aufstockung des Dachgeschosses wurde zurückgenommen. Hier befindet sich heute ein Hotel. | 31009399                        |                |
| Lüneburger Straße 5 52° 57′ 55″ N, 10° 33′ 37″ O                                     | Wohnhaus                                                             | Dreigeschossiges giebelständiges Fachwerkgebäude unter ziegelgedecktem Satteldach. Leichte Geschossauskragungen. Errichtet in der ersten Hälfte des 18. Jahrhunderts. | 31009416                        |                |
| Lüneburger Straße 7 52° 57′ 55″ N, 10° 33′ 37″ O                                     | Wohnhaus                                                             | Viergeschossiges giebelständiges Fachwerkgebäude unter ziegelgedecktem Satteldach. Leichte Geschossauskragungen. Errichtet in der ersten Hälfte des 18. Jahrhunderts. | 31009434                        |                |
| Lüneburger Straße 9 52° 57′ 55″ N, 10° 33′ 37″ O                                     | Wohn-/Geschäftshaus                                                  | Dreigeschossiges giebelständiges Backsteingebäude unter ziegelgedecktem Satteldach. Errichtet Ende des 19. Jahrhunderts. | 31009452                        |                |
| Lüneburger Straße 11 52° 57′ 55″ N, 10° 33′ 37″ O                                    | Wohnhaus                                                             | Dreigeschossiges giebelständiges Fachwerkgebäude unter ziegelgedecktem Satteldach. Errichtet Ende des 17. Jahrhunderts. | 31009487                        |                |
| Lüneburger Straße 13 52° 57′ 56″ N, 10° 33′ 37″ O                                    | Wohnhaus                                                             | Dreigeschossiges giebelständiges Fachwerkgebäude unter ziegelgedecktem Satteldach. Errichtet in der ersten Hälfte des 19. Jahrhunderts. | 31009505                        |                |
| Lüneburger Straße 15 52° 57′ 56″ N, 10° 33′ 37″ O                                    | Wohn-/Geschäftshaus                                                  | Dreigeschossiges giebelständiges Fachwerkgebäude unter zwei unterschiedlich hohen Satteldächern: Südlicher Teil Haupthaus, nördlicher Teil Nebenbau. Deckleisten vor den Balkenköpfen mit Schnitzereien verziert. Errichtet in der ersten Hälfte des 19. Jahrhunderts. | 31009523                        |                |
| Lüneburger Straße 16 52° 57′ 58″ N, 10° 33′ 40″ O                                    | Wohn-/Geschäftshaus                                                  | Viergeschossiger Massivbau in Ecklage unter Mansarddach. Kolossalordnung im ersten und zweiten Obergeschoss. Erbaut um 1910 durch den hannoverschen Architekten Rudolf Friedrichs. | 31009541                        |                |
| Lüneburger Straße 17 52° 57′ 56″ N, 10° 33′ 37″ O                                    | Wohn-/Geschäftshaus                                                  | Dreigeschossiger giebelständiger Putzbau. Giebeldreieck in Fachwerk. Errichtet 1648 (i). | 31009558                        |                |
| Lüneburger Straße 19 52° 57′ 56″ N, 10° 33′ 37″ O                                    | Wohnhaus                                                             | Dreigeschossiges giebelständiges Fachwerkgebäude unter ziegelgedecktem Satteldach. Errichtet Anfang des 19. Jahrhunderts. | 31009576                        |                |
| Lüneburger Straße 29 52° 57′ 58″ N, 10° 33′ 38″ O                                    | Wohn-/Geschäftshaus                                                  | Zweigeschossiges Fachwerkgiebelhaus in Ecklage, errichtet um 1700. | 31009594                        | BW             |
| Lüneburger Straße 34 52° 58′ 2″ N, 10° 33′ 40″ O                                     | Wohn-/Geschäftshaus                                                  | Fachwerkgiebelhaus, der rückwärtige Kernbau 1594 dendrochronologisch datiert, der vordere Teil um 1650 erbaut. Der massive Straßengiebel wurde im 19. Jahrhundert vorgeblendet. | 31009611                        |                |
| Lüneburger Straße 36 52° 58′ 2″ N, 10° 33′ 40″ O                                     | Heimatmuseum                                                         | Zweigeschossiger Fachwerkbau mit massiver klassizistischer Fassade, ursprünglich als Clubhaus errichtet: 1846. | 31007864                        |                |
| Lüneburger Straße 42 52° 58′ 4″ N, 10° 33′ 40″ O                                     | Villa                                                                | Eingeschossiger Fachwerkbau mit Drempel und zweigeschossigem Mittelrisalit; Ober- und Dachgeschoss kragen jeweils leicht vor. Unter Krüppelwalmdach. Errichtet um 1910. | 31009628                        |                |
| Lüneburger Straße 46 52° 58′ 6″ N, 10° 33′ 40″ O                                     | Gartenhaus                                                           | Zweigeschossiger Fachwerkbau mit Backsteinausfachungen unter Walmdach in Hohlpfannendeckung. Straßenseite horizontal verbrettert. Innenausstattung (Treppen, Türen) teilweise original erhalten. Errichtet als Gartenhaus in der ersten Hälfte des 19. Jahrhunderts. | 31009645                        | BW             |
| Lüneburger Straße 47 52° 58′ 1″ N, 10° 33′ 38″ O                                     | Ehem. Gasthaus Uelzener Hof                                          | Dreigeschossiges Fachwerk-Traufenhaus mit Zwerchhaus, 1647 errichtet und 1701 erweitert. Die Ständer und Füllhölzer mit reichen Schnitzereien (u. a. Beschlagwerk) versehen. 2014 bis auf die Straßenfassade abgebrochen. Anschließend Neubau unter Einbeziehung der historischen Fachwerkfront. | 31009662                        |                |
| Lüneburger Straße 53 52° 58′ 4″ N, 10° 33′ 39″ O                                     | Wohnhaus                                                             | Eingeschossiger traufständiger Putzbau unter Satteldach. Mittig in der östlichen Straßenfassade ein zweigeschossiger Mittelrisalit mit drei Rundbogenfenstern im Obergeschoss. Erbaut um 1860. | 31009679                        | BW             |
| Lüneburger Straße 63 52° 58′ 8″ N, 10° 33′ 38″ O                                     | Wohnhaus                                                             | Dreigeschossiger Backsteinbau auf hohem Sockel, viergeschossiger Mittelrisalit mit Mansardgiebel, seitlich Balkone. Die Fassade ist gestaltet mit dunklem Backsteinmaterial, das akzentuiert wird durch Schmuckformen in hellen Steinen. Architekt: Dedekind. Erbaut 1911 (i). | 31009696                        | BW             |
| Lüneburger Straße 66 52° 58′ 12″ N, 10° 33′ 38″ O                                    | Wohnhaus                                                             | Dreigeschossiger traufständiger Massivbau, in der Mittelachse ein optischer Risalit mit zwei Balkonen und über die Traufe reichendem Giebel. Im Erdgeschoss Pfeiler mit vorgelegten Säulen. Üppiger Stuckdekor. Erbaut um 1900. | 31009713                        | BW             |
| Mühlenstraße 27 a 52° 57′ 48″ N, 10° 33′ 41″ O                                       | Villa                                                                | Zweigeschossiges Backsteingebäude unter Walmdach. Der aus dunkel gebranntem Backstein errichtete Bau zeigt zur Straße hin eine geschlossene Fassade, die nur im Mittelrisalit durch flachrechteckige Fensteröffnungen und die Eingangstür in expressionistischen Formen gestaltet ist, während sich der Bau in den drei Gartenfassaden durch halbrunde Erker und großzügige Fensterflächen öffnet. Große Teile der originalen Innenausstattung sind erhalten. Erbaut für die Besitzerin der nahe gelegenen Uelzener Stadtmühle, Lilli Schaumann, durch die Architekten Adolf Wendhut und Fritz Wolff 1925-27.                                                           | 31009747                        | BW             |
| Niendorfer Straße 52° 57′ 30″ N, 10° 33′ 52″ O                                       | Jüdischer Friedhof Uelzen                                            | Eingefriedeter Bereich, innerhalb der Stadt gelegen. 35 Grabsteine vorhanden. Angelegt vor 1850. | 31007895                        |                |
| Pastorenstraße 4 52° 57′ 53″ N, 10° 33′ 31″ O                                        | Evangelische Propstei                                                | Zweigeschossiges Backsteingebäude mit reich gegliedertem Giebel in der Ostfassade gegenüber der St. Marienkirche. Der siebenachsige, aus rot und dunkel glasierten Formsteinen gefertigte Schaugiebel, bestehend aus treppenartig gestaffelten Rechteckblenden, darin eingelassenen Spitzbogenblenden und tiefliegenden, gekuppelten Blendfenstern, liegt über einem Erdgeschoss mit mittigem spitzbogigem Portal, das ebenfalls aus rot und dunkel glasierten Formsteinen errichtet wurde. Der Ursprungsbau stammt aus der ersten Hälfte des 15. Jahrhunderts. Die Probstei wurde im rückwärtigen Bereich nach Kriegszerstörungen nach 1946 verändert wiederaufgebaut. | 31009784                        |                |
| 52° 57′ 50″ N, 10° 33′ 53″ O                                                         | Ratsteich, Mühlenstau und Ilmenauteilstück                           | Als die mittelalterliche Befestigung unter dem Eindruck des Dreißigjährigen Krieges durch die Anlage von Bastionen und Schanzen ausgebaut wurde, wurde gleichzeitig zum Schutz des östlichen Gudestores um 1640 der Ratsteich angestaut, der in der Folgezeit als Vieh- und Pferdetränke sowie im Winter zur Eisgewinnung (v.a. für die Uelzener Brauereien) genutzt wurde. Der westlich hiervon liegende Mühlenstau diente der bereits 1273 erstmals erwähnten Stadtmühle. | 31009905                        |                |
| Rademacherstraße 9 52° 57′ 57″ N, 10° 33′ 42″ O                                      | Wohnhaus                                                             | Zweigeschossiges traufständiges Fachwerkgebäude mit vier Fensterachsen zur Rademacherstraße und mittigem Zwerchhaus. Errichtet um 1827. | 31009803                        | BW             |
| Rademacherstraße 11 52° 57′ 57″ N, 10° 33′ 42″ O                                     | Wohnhaus                                                             | Zweigeschossiges traufständiges Fachwerkgebäude mit vier Fensterachsen zur Rademacherstraße und mittigem Zwerchhaus. Errichtet 1827 (i). | 31009820                        | BW             |
| Rademacherstraße 13 52° 57′ 57″ N, 10° 33′ 42″ O                                     | Wohnhaus                                                             | Dreigeschossiges traufständiges Fachwerkgebäude mit drei Fensterachsen zur Rademacherstraße und mittigem Zwerchhaus. Errichtet 1827 (i). | 31009837                        | BW             |
| Rademacherstraße 15 52° 57′ 58″ N, 10° 33′ 43″ O                                     | Wohnhaus                                                             | Zweigeschossiges, zur Rademacherstraße traufständiges Fachwerkgebäude mit vier Fensterachsen und mittigem Zwerchhaus. In Ecklage zur Doktorenstraße. Errichtet um 1827. | 31009854                        | BW             |
| Ringstraße 1 52° 57′ 47″ N, 10° 33′ 28″ O                                            | Wohnhaus                                                             | Zweigeschossiges Wohnhaus in Backstein, Straßenfront mit barockisierenden Sandsteinteilen. Mittelrisalit mit Volutengiebel. Erbaut 1902 durch den Uelzener Architekten Eberhard Warnecke. | 31009943                        | BW             |
| Ringstraße 7 52° 57′ 49″ N, 10° 33′ 25″ O                                            | Villa mit Einfriedung                                                | Eineinhalbgeschossiger neugotischer Backsteinbau mit Mittelrisalit und Backsteingliederungen. Historische Eingangstür seitlich zurückgesetzt in der Straßenfassade. Zur Straße hin ist der Garten durch einen originalen schmiedeeisernen Zaun, zum Gartenweg durch eine gegliederte Backsteinmauer eingefriedet. Erbaut für den Besitzer der Eisengießerei Bültemann durch den Architekten Fricke 1892 (i). | 31009960                        | BW             |
| Ringstraße 9 52° 57′ 50″ N, 10° 33′ 25″ O                                            | Villa                                                                | Zweigeschossiger Backsteinbau mit einem Drempelgeschoss und Balkonerker in Fachwerk. Das Treppenhaus ist als kräftiger Turm vor die Nordseite gestellt. Erbaut 1901 für Maurermeister Behne. | 31009978                        | BW             |
| Ringstraße 28 52° 57′ 58″ N, 10° 33′ 29″ O                                           | Villa                                                                | Eineinhalbgeschossiger Backsteinbau mit Mittelrisalit. Die Fassade wird durch Stuckornamente und einen Fries aus gemusterten keramischen Platten geziert. Erbaut 1899 als Wohnhaus des Fabrikanten Carl Bültemann. | 31009995                        | BW             |
| Ringstraße 38 52° 58′ 1″ N, 10° 33′ 32″ O                                            | Villa                                                                | Putzbau, dessen mit roten Ziegelschindeln eingedecktes Mansardgeschoss durch ein Erkertürmchen und Zwerchhaus in Fachwerk belebt wird. Erbaut 1901. | 31010012                        | BW             |
| Ringstraße 47 52° 58′ 4″ N, 10° 33′ 36″ O                                            | Wohnhaus                                                             | Traufständiges dreigeschossiges Wohnhaus aus Backstein. Erdgeschoss verputzt, breite geschosstrennende Gesimse ebenfalls verputzt, leicht vorspringender Risalit mit Giebel in der Straßenfassade. Fenster in Stuckeinfassungen. Erbaut als Mietshaus um 1900. | 31010029                        | BW             |
| Ringstraße 49 52° 58′ 5″ N, 10° 33′ 36″ O                                            | Wohnhaus                                                             | Traufständiges dreigeschossiges massives Wohnhaus, verputzt. Symmetrischer Fassadenaufbau mit mittigem Vorbau, im zweiten Obergeschoss hier ein Balkon, darüber noch ein leicht vorspringender Risalit mit Giebel. Fenster in Stuckeinfassungen. Erbaut als Mietshaus um 1900. | 31010047                        | BW             |
| Ringstraße 51 52° 58′ 5″ N, 10° 33′ 37″ O                                            | Wohnhaus                                                             | Traufständiges zweigeschossiges Wohnhaus aus Backstein. Von Pfeilern eingefasster Mittelrisalit mit Giebel in der straßenseitigen Dachfläche. Fenster in Stuckeinfassungen. Erbaut als Mietshaus um 1900. | 31010065                        | BW             |
| Ringstraße 52° 58′ 0″ N, 10° 33′ 30″ O                                               | Stadtgraben mit Geländer                                             | Entlang des Stadtgrabens an der Ringstraße führt ein eisernes Geländer, das mit der Einfassung des Grabens in der Mitte des 19. Jahrhunderts errichtet wurde. | 31005869                        | BW             |
| Scharnhorststraße 30 52° 58′ 10″ N, 10° 34′ 8″ O                                     | Jünglingsheim                                                        | Eingeschossiger Fachwerkbau mit Drempel auf unregelmäßigem Grundriss unter Satteldächern in Hohlpfannendeckung. Erbaut 1907 durch den Uelzener Architekten Eberhard Warnecke. | 31010083                        | BW             |
| Schnellenmarkt 1 52° 57′ 58″ N, 10° 33′ 43″ O                                        | Wohnhaus                                                             | Zweigeschossiges, zum Schnellenmarkt traufständiges Fachwerkgebäude mit vier Fensterachsen; in Ecklage zur Doktorenstraße. Errichtet um 1827. | 31010392                        | BW             |
| Schnellenmarkt 3 52° 57′ 59″ N, 10° 33′ 43″ O                                        | Wohnhaus                                                             | Zweigeschossiges traufständiges Fachwerkgebäude mit vier Fensterachsen. Errichtet um 1827. | 31010428                        | BW             |
| Schnellenmarkt 4 52° 57′ 59″ N, 10° 33′ 44″ O                                        | Wohnhaus                                                             | Zweigeschossiges Fachwerkgebäude mit fünf Fensterachsen zum Schnellenmarkt und mittigem Zwerchhaus. Errichtet um 1827. | 31010445                        | BW             |
| Schnellenmarkt 14 52° 58′ 1″ N, 10° 33′ 43″ O                                        | Wohnhaus                                                             | Zweigeschossiges traufständiges Fachwerkgebäude unter Walmdach. Errichtet in der zweiten Hälfte des 18. Jahrhunderts. | 31010462                        | BW             |
| Schillerstraße 11, 13 52° 58′ 4″ N, 10° 33′ 24″ O                                    | Wohnhaus                                                             | Zweigeschossiges Doppelwohnhaus mit aufwendiger Fassadengliederung in Stuckornamentik. Erbaut um 1900. | 31010135/1/-/ 31010118 31010135 | BW             |
| Schillerstraße 19 52° 58′ 8″ N, 10° 33′ 28″ O                                        | Mehrfamilienhaus                                                     | Dreigeschossiges traufständiges Massivgebäude aus gelbem Backstein mit roten Zierbändern. Errichtet Ende des 19. Jahrhunderts. | 31010152                        | BW             |
| Schillerstraße 25 52° 58′ 11″ N, 10° 33′ 30″ O                                       | Schule                                                               | Dreigeschossiger Backsteinbau mit breitem Mittelrisalit. Reicher Sandsteindekor in Formen der Neorenaissance. Säulen unterteilen den Haupteingang, die Fenstergruppen der Aula im zweiten Obergeschoss sind farbig verglast. An der Rückseite drei schlichte Querflügel. Architekt Paul Münter (Herford), erbaut 1902-1904. | 31010169                        | BW             |
| Schillerstraße 25 52° 58′ 12″ N, 10° 33′ 29″ O                                       | Turnhalle                                                            | Zweigeschossiges Backsteingebäude unter ziegelgedecktem Walmdach. Östlich Ziergiebel, südlich niedrigerer Anbau unter Walmdach. Erbaut 1902-1904, Architekt Paul Münter (Herford). | 38192934                        | BW             |
| Schillerstraße 30A 52° 58′ 9″ N, 10° 33′ 31″ O                                       | Finanzamt                                                            | Dreigeschossiger Backsteinbau unter Walmdach. Im Erdgeschoss Fenster in spitzbogigen Blendnischen, mittig Eingang mit drei Spitzbögen. Erbaut als Landesfinanzamt 1924-25 durch Regierungsbaurat Kuhnert. | 31010187                        | BW             |
| Schillerstraße 32 52° 58′ 10″ N, 10° 33′ 32″ O                                       | Wohnhaus                                                             | Dreigeschossiger Massivbau in dunklem Backsteinmauerwerk, Mansarddach mit Zwerchhaus. Erbaut 1914. | 31010204                        | BW             |
| Schillerstraße 52° 58′ 13″ N, 10° 33′ 35″ O                                          | Schillereiche mit Gedenkstein                                        | Die Eiche wurde vermutlich zum 100. Todestag Friedrich Schillers (09.05.1905) gepflanzt. Kleiner Findling mit der Inschrift „Schiller-Eiche 1905“. Der Stein wurde am 100. Todestag von Friedrich Schiller, am 9. Mai 1905 aufgestellt, die daneben stehende Eiche („Schiller-Eiche“) vermutlich zeitgleich gepflanzt. Der Standort markiert die Einmündung zur Uelzener Schillerstraße. | 31010100/1/-/ 31005853 31010100 | BW             |
| Schmiedestraße 2 52° 57′ 54″ N, 10° 33′ 47″ O                                        | Wohnhaus                                                             | Zweigeschossiges traufständiges Fachwerkgebäude mit fünf Fensterachsen und Zwerchhaus in der straßenseitigen Dachfläche. Errichtet um 1827. | 31010239                        |                |
| Schmiedestraße 12 52° 57′ 56″ N, 10° 33′ 46″ O                                       | Wohnhaus                                                             | Zweigeschossiges traufständiges Fachwerkgebäude mit vier Fensterachsen und mittigem Zwerchhaus. Jetzt verputzt. Errichtet um 1827. | 31010256                        |                |
| Schmiedestraße 16 52° 57′ 57″ N, 10° 33′ 46″ O                                       | Wohnhaus                                                             | Zweigeschossiges traufständiges Fachwerkgebäude mit fünf Fensterachsen und mittigem Zwerchhaus. Errichtet um 1827. | 31010273                        |                |
| Schmiedestraße 17 52° 57′ 57″ N, 10° 33′ 46″ O                                       | Wohnhaus                                                             | Zweigeschossiges traufständiges Fachwerkgebäude mit sechs Fensterachsen zur Schmiedestraße. Errichtet um 1827. | 31010290                        | BW             |
| Schmiedestraße 18 52° 57′ 57″ N, 10° 33′ 45″ O                                       | Wohnhaus                                                             | Zweigeschossiges traufständiges Fachwerkgebäude mit fünf Fensterachsen zur Schmiedstraße und mittigem Zwerchhaus. Errichtet um 1827. | 31010307                        | BW             |
| Schmiedestraße 19 52° 57′ 57″ N, 10° 33′ 45″ O                                       | Wohnhaus                                                             | Zweigeschossiges traufständiges Fachwerkgebäude mit fünf Fensterachsen (mittige Öffnung zugesetzt) zur Schmiedestraße und mittigem Zwerchhaus. Errichtet um 1827. | 31010324                        | BW             |
| Schmiedestraße 20 52° 57′ 57″ N, 10° 33′ 45″ O                                       | Wohnhaus                                                             | Zweigeschossiges traufständiges Massivgebäude mit mittigem Zwerchhaus. Erbaut Ende des 19. Jahrhunderts. | 31010341                        | BW             |
| Schmiedestraße 22 52° 57′ 58″ N, 10° 33′ 45″ O                                       | Wohnhaus                                                             | Zweigeschossiges traufständiges Fachwerkgebäude mit fünf Fensterachsen zur Schmiedestraße und mittigem Zwerchhaus. Errichtet um 1827. | 31010358                        | BW             |
| Schmiedestraße 24 52° 57′ 58″ N, 10° 33′ 45″ O                                       | Wohnhaus                                                             | Zweigeschossiges Fachwerkgebäude in Ecklage zur Brückenstraße. Fünf Fensterachsen zur Schmiedestraße; unter Walmdach; nach Osten verlängert bis zur Mauerstraße. Errichtet um 1827. | 31010375                        | BW             |
| Schnellenmarkt 14 52° 58′ 1″ N, 10° 33′ 43″ O                                        | Wohnhaus                                                             | |                                 |                |
| Stadtwald 52° 58′ 28″ N, 10° 30′ 6″ O                                                | Schützensteine                                                       | Zwei Gedenksteine der Uelzener Schützengilde: 1. Auf gemauertem Sockel kleiner Findling mit der Aufschrift: „Uelzener Schützengilde Grenzbeziehung 1547 / 1914 / 2000“, darüber Uelzener Stadtwappen. 2. Auf dreistufigem Sockel großer Findling mit der Aufschrift: „Uelzener Schützengilde 1921. Mit 408 braven Söhnen der Stadt Uelzen erlitten den Heldentod im Weltkriege 1914-1918 unsere Schützenbrüder 1939-1945“, seitlich auf dem Stein die Namen von 15 Gefallenen. Aufgestellt wohl um 1925, ergänzt nach 1945. | 31010532                        | BW             |
| St.-Viti-Straße 10 52° 58′ 8″ N, 10° 33′ 20″ O                                       | Wohnhaus                                                             | Gelber Backsteinbau mit neoklassizistischen Putzgliederungen, erbaut um 1895 als Villa eines Ziegeleibesitzers. Altan vor dem Mittelrisalit ergänzt 1903 (i).. | 31010479                        |                |
| St.-Viti-Straße 14 52° 58′ 10″ N, 10° 33′ 23″ O                                      | Villa mit Einfriedung und Baumbestand                                | Freistehende Villa auf großem Gartengrundstück. Die Fassaden des anderthalbgeschossigen Backsteinbaus werden durch Risalite an den von den Straßen einsehbaren Seiten unterteilt, den Eingang zur Brauerstraße betont ein verputzter Mittelrisalit und ein großes, farbig verglastes Treppenhausfenster. Erbaut als Villa eines Brauereibesitzers 1892 (i). Der Garten der Villa wird durch einen schmiedeeisernen Zaun zwischen Sandsteinpfeilern eingefriedet; alter Baumbestand ist erhalten. | 31005758/1/-/ 31010496 31005758 |                |
| St.-Viti-Straße 27 52° 58′ 18″ N, 10° 33′ 28″ O                                      | Wohnhaus                                                             | Traufständiger, eingeschossiger Backsteinbau unter Satteldach mit zweigeschossigem Mittelrisalit und darüberliegendem straßenseitigen Zwerchhaus. Erbaut um 1895. | 31010514                        | BW             |
| Taubenstraße 1 52° 57′ 51″ N, 10° 33′ 25″ O                                          | Haus Sandhagen                                                       | Backsteingebäude in Ecklage mit markantem Ecktürmchen; zur Ring- und Taubenstraße Risalite mit Zwerchhaus. Fenstereinfassungen in Sandstein. Erbaut um 1895. | 31010551                        | BW             |
| Taubenstraße 7 52° 57′ 51″ N, 10° 33′ 20″ O                                          | Schule                                                               | Zweigeschossiger Backsteinbau mit dreigeschossigen Risaliten. Die Fassaden horizontal gegliedert durch Fensterbankgesimse und geschmückt durch Ziersteinsetzungen an Traufen und Ortgängen. Erbaut 1889. In den zwanziger Jahren des 20. Jahrhunderts erweitert um einen Querflügel aus dunklerem Backstein mit durch prismatische Pfeiler expressionistisch hervorgehobenem Eingangsbereich. | 31010568                        | BW             |
| Veerßer Straße 1 52° 57′ 53″ N, 10° 33′ 37″ O                                        | Kaufhaus                                                             | Viergeschossiger Putzbau in Ecklage, erbaut 1910 für Eisenwarenhandlung Töbing durch den Architekten Rudolf Friedrichs (geb. 1860), Hannover | 31007915                        |                |
| Veerßer Straße 2 52° 57′ 53″ N, 10° 33′ 39″ O                                        | Rathaus                                                              | Zweigeschossiges Massivgebäude unter Walmdach. Zur Veerßer Straße Uhrenzwerchgiebel, zur Bahnhofstraße Aufzugserker. Im Südgiebel mittelalterliches Spitzbogenportal erhalten; klassizistische Türen der Zeit um 1825. Innengerüst im Erdgeschoss 1347 (d). Erneuert aufgebaut (auch aufgestockt) 1789/90 (i). | 31010602                        |                |
| Veerßer Straße 4 – 12 52° 57′ 52″ N, 10° 33′ 36″ O                                   | Wohn- und Geschäftshausblock                                         | Die Fünf Propheten Fünfteilige traufständige zweigeschossige Zeile unter Satteldach in Tonhohlpfannendeckung. Fassade geschlämmt. Erbaut im Zuge des Wiederaufbaus durch Architekt Konstanty Gutschow 1949. | 31010619                        |                |
| Veerßer Straße 18 52° 57′ 51″ N, 10° 33′ 34″ O                                       | Wohnhaus                                                             | Der Backsteingiebel des Gildehaus ist mit reicher Gliederung versehen, es stammt wohl aus dem 15. Jahrhundert. Der einstige Stufengiebel wurde im 19. Jahrhundert zum Dreiecksgiebel verändert. Das Haus ist 1945 ausgebrannt, der Giebel anschließend in einen traufständigen Neubau einbezogen. | 31007932                        |                |
| Veerßer Straße 52° 57′ 48″ N, 10° 33′ 32″ O                                          | Gefallenendenkmal                                                    | Von einem Bronzeadler gekrönte Säule aus Serpentinstein zum Andenken an die im deutsch-französischen Krieg von 1870/71 Gefallenen. Aufgestellt 1874. | 31010585                        |                |
| Waldstraße 3 52° 58′ 34″ N, 10° 32′ 36″ O                                            | Villa                                                                | Bau im Landhausstil mit einem Obergeschoss in Zierfachwerk auf einem massiven verputzten Erdgeschoss. Schaugiebel an der Gartenseite, viergeschossiger Turm in der Nordfassade. Erbaut als Fabrikantenvilla der Asbest- und Kieselgurwerke Pistor im Jahr 1901. | 31010691                        | BW             |
| Waldstraße 52° 58′ 35″ N, 10° 32′ 34″ O                                              | Meding-Denkmal                                                       | Kubus auf vier Stufen, alles aus Findlingen errichtet, darauf größerer Findling mit Porträtmedaillon. Errichtet für den 1917 gefallenen Reichstagsabgeordneten Hans von Meding. | 31010674                        |                |

## Nicht mehr vorhandene Baudenkmale
| Lage                                                     | Bezeichnung          | Beschreibung | ID | Bild |
| -------------------------------------------------------- | -------------------- | --- | -- | --- |
| Uelzen Hammersteinplatz 1 52° 57′ 54″ N, 10° 34′ 1″ O    | Wohnhaus             | Anstelle des Hauses steht seit 2012 ein Hotel. Das ursprüngliche Haus wurde in der ersten Hälfte des 19. Jahrhunderts erbaut. Bauherr war der Freiherr von Hammerstein, der erste Vorsitzende des 1830 gegründeten Landwirtschaftlichen Provinzialvereins. Dieser Verein sorgte für die Entwicklung der Landwirtschaft. |    | [[Vorlage:Bilderwunsch/code!/C:52.964923,10.566906!/D:Uelzen Hammersteinplatz 1, Wohnhaus!/\|BW]]              |
| Uelzen Gudesstraße 33 52° 57′ 54″ N, 10° 33′ 50″ O       | Katasteramt          | |    | [[Vorlage:Bilderwunsch/code!/C:52.964873,10.56383!/D:Uelzen Gudesstraße 33, Katasteramt!/\|BW]]                |
| Uelzen Lüneburger Straße 10 52° 57′ 57″ N, 10° 33′ 39″ O | Wohn-/ Geschäftshaus | |    | [[Vorlage:Bilderwunsch/code!/C:52.965863,10.56096!/D:Uelzen Lüneburger Straße 10, Wohn-/ Geschäftshaus!/\|BW]] |
| Kirchweyhe Hufschmiedstraße 15 53° 0′ 1″ N, 10° 32′ 7″ O | Arbeiterwohnhaus     | . |    | [[Vorlage:Bilderwunsch/code!/C:53.00035,10.53525!/D:Kirchweyhe Hufschmiedstraße 15, Arbeiterwohnhaus!/\|BW]]   |
| Klein Süstedt Nr. 3 52° 56′ 4″ N, 10° 29′ 4″ O           | Speicher             | |    | [[Vorlage:Bilderwunsch/code!/C:52.93444,10.484533!/D:Klein Süstedt Nr. 3, Speicher!/\|BW]]                     |